# Прайтиц

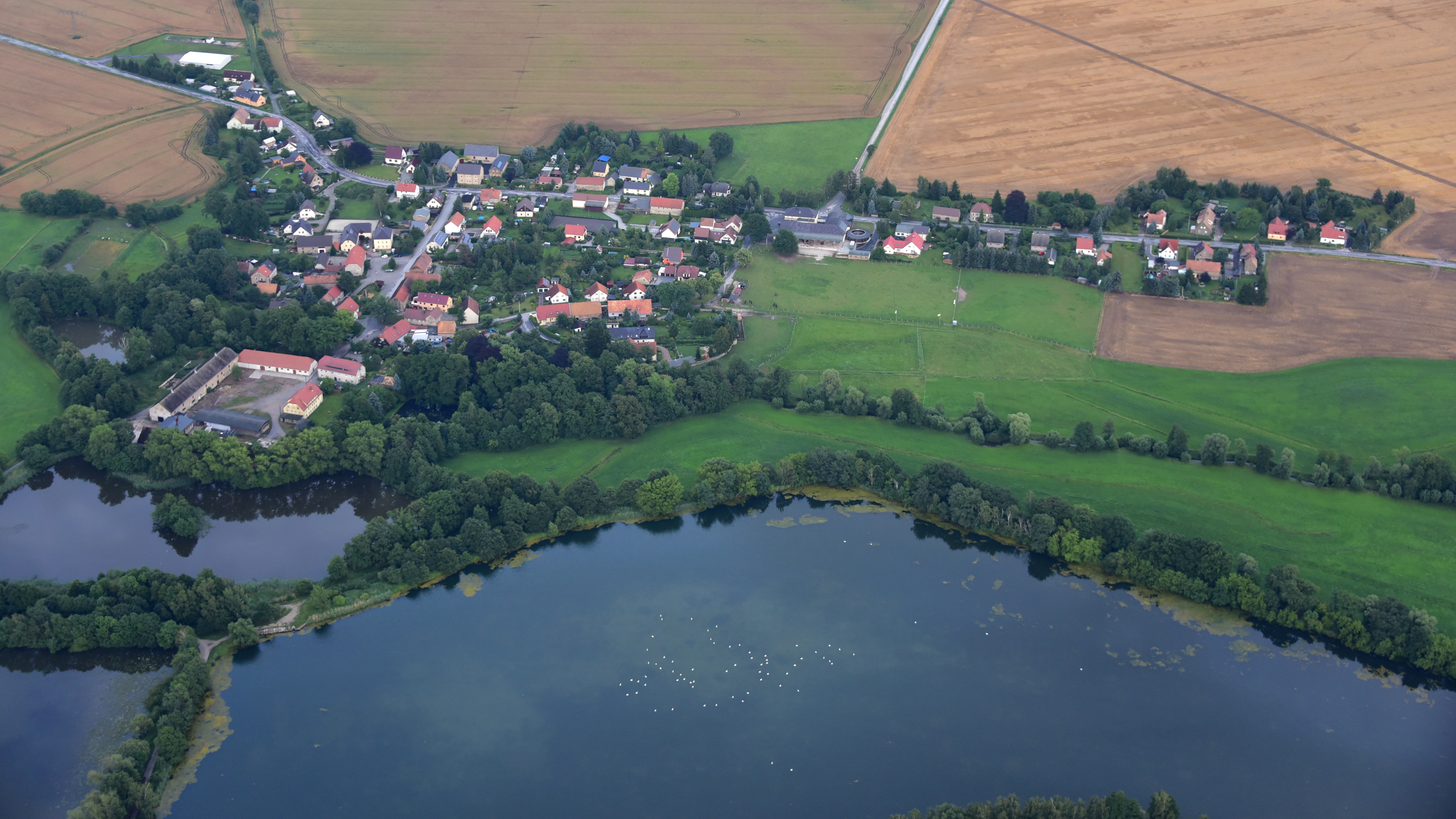

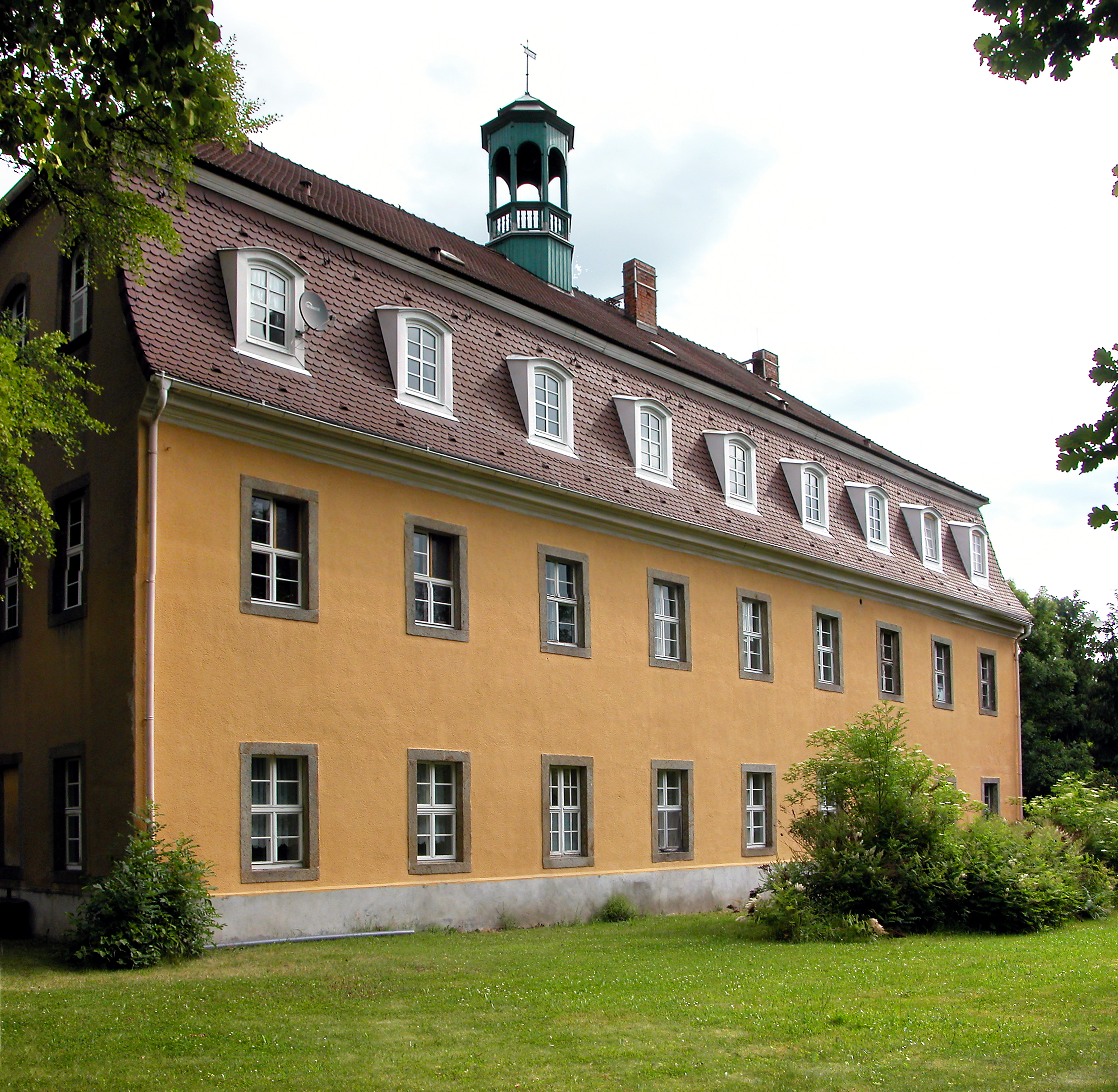

Пра́йтиц или Пши́вчицы (нем. Preititz; в.-луж. Přiwćicyо файле) — деревня в Верхней Лужице, Германия. Входит в состав коммуны Мальшвиц района Баутцен в земле Саксония. Подчиняется административному округу Дрезден.

## География
Находится примерно в девяти километрах северо-восточнее Баутцена. На западе от деревни находится шахта по добыче гранодиорита и на юго-западе — агропромышленный комплекс «Пшивчицы-Будышинк». Через деревню проходит автомобильная дорога К 7219, которая соединяет её на юге с автомобильной дорогой А4.
Соседние населённые пункты: на северо-востоке — деревня Глина, на востоке — деревни Барт и Ракойды, на юго-западе — деревня Будышинк и на северо-западе — административный центр коммуны Мальшвиц.

## История
Впервые упоминается в 1250 году под наименованием Priwiticz.
С 1936 по 1994 года входила в коммуну Клайнбаутцен. С 1994 года входит в состав современной коммуны Мальшвиц.
В настоящее время деревня входит в состав культурно-территориальной автономии «Лужицкая поселенческая область», на территории которой действуют законодательные акты земель Саксонии и Бранденбурга, содействующие сохранению лужицких языков и культуры лужичан.
Исторические немецкие наименования.
- Priwiticz, 1250
- Lutoldus de Pribetiz, 1303
- Preuticz, 1326
- Priwiticz, Priuticz, 1354
- Prewyticz, 1410
- Preywetitz, 1419
- Preyticz, 1476
- Preiticz, 1538
- Preititz, 1791

## Население
Официальным языком в населённом пункте, помимо немецкого, является также верхнелужицкий язык.
Согласно статистическому сочинению «Dodawki k statisticy a etnografiji łužickich Serbow» Арношта Муки в 1884 году в деревне проживало 272 человека (из них — 254 серболужичанина (93 %)).
| 1834 | 1871 | 1890 | 1910 | 1925 | 2011 |
| ---- | ---- | ---- | ---- | ---- | ---- |
| 270  | 262  | 266  | 235  | 253  | 245  |